# Pierre-Jean Le Corvaisier
Pour les articles homonymes, voir Corvaisier.
Pierre-Jean Le Corvaisier, né à Vitré le 22 août 1719 et mort le 12 août 1758, est un polygraphe français.
Envoyé à Laval pour y commencer ses études, on trouve Le Corvaisier remplissant le rôle, en 1730, de l’Enfant Prodigue dans une comédie jouée au collège de cette ville pour la distribution des prix de la dite année.
Il alla ensuite étudier au collège Saint-Thomas de Rennes, où les jésuites le déterminèrent à entrer dans leur ordre. Il séjourna alors pendant quelque temps au noviciat de leur maison de Paris. Mais deux ecclésiastiques, ses oncles maternels, le déterminèrent à en sortir pour aller terminer son éducation au séminaire de Bourges, dont l’archevêque, allié à sa famille, avait promis de s’intéresser à lui.
« Une circonstance que ses apologistes refusent d’approfondir, dit Célestin Port, et, sans chercher bien loin, l’amour peut-être, le ramena à Angers, d’où on l’envoya à Caen terminer sa philosophie ». Il est probable qu’ayant retrouvé à Angers Marie-Renée Cotelle de la Blandinière, qu’il avait connue autrefois à Laval, Le Corvaisier ait conçu pour elle un sentiment qui ait été un des motifs qui le décidèrent à renoncer à l’état ecclésiastique. Dès qu’il eut terminé ses études, il revint à Angers où il l’épousa.
L’Académie d'Angers, qui se voyait menacée d’une chute prochaine, le choisit pour son secrétaire perpétuel. Le Corvaisier la releva рaг son activité et ses lumières. Il ranima l’amour des lettres en Anjou et celui du travail dans son Académie. Il était également membre de celles de Nancy, d’Orléans, membre correspondant de l’Académie de La Rochelle.
On lui doit :
- La Société des francs-péteurs (épître dédicatoire signée : P***) dans L’Art de péter, essai théori-physique et méthodique, à l’usage des personnes constipées... Suivi de l’Histoire de Pet-en-l’Air & de la reine des Amazones... Nouvelle édition. Augmentée de la Société des francs-péteurs... En Westphalie, chez Florent-Q., 1776
- L’Esclavage rompu ou la Société des francs-péteurs, À Pordè-Polis [Paris], à l’Enseigne du Zéphire-Artillerie [A.-M. Lottin], 1756

## Source
- Revue historique et archéologique du Maine, t. 35-36, Le Mans, Pellechat, 1894.